# University of the Highlands and Islands

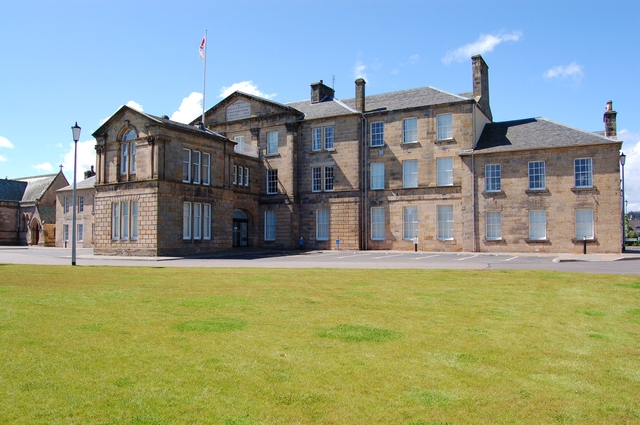
Bâtiment de l'université

L'Université des Highlands et des îles écossaises est une université fédérant 13 collèges et instituts de recherche dans les Highlands et les îles écossaises. Son siège est situé à Inverness. Elle a gagné le statut d'université en 2001 après une décision du parlement écossais.